# Красавица (рассказ)
«Красавица» — рассказ Владимира Набокова, относящийся к русскому периоду его творчества. Был написан и опубликован (под псевдонимом В. Сирин) в 1934 году, вошёл в состав сборника «Соглядатай» (Париж, 1938).

## Сюжет
Героиня рассказа — русская эмигрантка Ольга Алексеевна, которая в юности считалась красавицей, но в Германии превратилась в зрелую женщину, хорошо понимающую, что её время прошло. Случайно встреченная знакомая сводит её с немцем, и Ольга Алексеевна от безысходности принимает его предложение руки и сердца, а годом позже умирает от родов.

## Публикация и оценки
«Красавица» была написана в июле 1934 года и увидела свет в русской эмигрантской газете «Последние новости», выходившей в Париже, 18 августа того же года. В 1938 году автор включил рассказ в сборник «Соглядатай». В 1973 году был опубликован перевод на английский язык, получивший название А Russian Beauty («Русская красавица»), которое стало названием и всего сборника. Только этот рассказ во всей книге был переведён не отцом и сыном Набоковыми, а Семёном Карлинским. Последний получил от автора за работу 10 долларов, счёл эту сумму смехотворной и повесил чек в рамочке на стену; Набоков-старший, узнав об этом, прислал ещё 40 долларов.
По словам биографа Набокова Брайана Бойда, «нерв рассказа напряжён, как тетива»: в случае главной героини «стрелы благополучия летят мимо, зато стрела смерти попадает в цель». Предшественницами главной героини литературоведы считают Олю Мещёрскую из рассказа Ивана Бунина «Лёгкое дыхание» и Эллочку Щукину из романа Ильфа и Петрова «Двенадцать стульев»: у этих персонажей схожи внешность и манера выражаться. Для Набокова мог иметь значение тот факт, что муж Эллочки съехал от неё к человеку по имени Иван Алексеевич (тёзке Бунина).